# Габов, Александр Григорьевич
Александр Григорьевич Габов (1912—1941) — советский коми поэт.

## Биография
Александр Григорьевич Габов родился 12 февраля 1912 года в деревне Сюзяыб (ныне — Корткеросский район Республики Коми). После окончания средней школы отслужил срочную службу в Рабоче-Крестьянской Красной Армии. После демобилизации вернулся в Коми АССР, работал в типографии, радиокомитете, в газете «Коми комсомолец». С 1930-х годов активно публиковал стихотворные произведения в периодической печати Коми АССР.
Публиковался на коми языке под псевдонимом «Гриш Саш». Тематика стихотворений Габова в первую очередь посвящена жизни молодёжи 30-х годов XX века, в них затрагиваются актуальные на тот момент темы социалистического строительства — работа на лесосплаве, служба в армии и пограничных войсках, солидарность всех трудящихся. Среди наиболее известных его произведений — стихотворение «Песня о Домне Каликовой» (коми Каликова Домна йылысь сьыланкыв), опубликованное в 1938 году, и поэма «Дружба и любовь», опубликованная в 1939 году.
26 июня 1941 года Александр Григорьевич Габов был призван на службу в Рабоче-Крестьянскую Красную Армию Сыктывкарским городским военным комиссариатом Коми АССР. Первоначально служил в составе 29-й запасной стрелковой бригаде, дислоцированной в Вологде, затем был направлен на фронт Великой Отечественной войны. Участвовал в боях на территории Эстонской ССР. В ряде источников опубликована информация о том, что Габов пропал без вести в 1942 году, однако, согласно документам Центрального архива Министерства обороны Российской Федерации, опубликованным в Объединённой базе данных «Мемориал», пропал без вести он ещё в августе 1941 года.